# Ebi (cantante)
Ebrahim Hamedi, in persiano: ابراهیم حامدی, noto come Ebi (ابی) (Teheran, 19 giugno 1949), è un cantante iraniano.

## Carriera
La sua carriera incominciò intorno alla metà degli anni '60, quando formò un gruppo chiamato The Rebels insieme a Shahram Shabpareh e Siavash Ghomayshi. Fece parte di altre band, ovvero Sunboys e Black Cats.
Nel 1977, poco prima della rivoluzione iraniana, si trasferì negli Stati Uniti e lì vi rimase, stabilendosi a Los Angeles.
Nel 1990 ha pubblicato un album collaborativo con Dariush.

## Discografia parziale
- Tapesh (1974)
- Nazi Naz Kon (1976)
- Shab Zadeh (1987)
- Kouhe Yakh (1987)
- Khalij (1990)
- Gharibeh (1990)
- Noon O Panir O Sabzi (con Dariush) (1990)
- Setareh Donbaleh Dar (1993)
- Moalleme Bad (1992)
- Atal Matal (1994)
- Setarehaye Sorbi (1995)
- Atre To (1996)
- Ba To (1996)
- Taje Taraneh (1997)
- Pir (1999)
- Tolou Kon (1999)
- Shabe Niloufari (2003)
- Hasrate Parvaz (2006)
- Remembrance of Kamran & Hooman and Ebi (con Kamran & Hooman) (2009)
- Hesse Tanhaee (2011)
- Jane Javani (2014)
- Lalehzaar (2019)